# Степанівка (Херсонський район)
Степа́нівка — село в Україні, у Херсонській міській громаді Херсонського району Херсонської області. Населення становить 3684 осіб.

## Населення

### Мовний склад
Рідна мова населення за даними перепису 2001 року:
| Мова            | Кількість | Відсоток |
| --------------- | --------- | -------- |
| українська      | 2955      | 80.21%   |
| російська       | 720       | 19.54%   |
| білоруська      | 2         | 0.05%    |
| румунська       | 2         | 0.05%    |
| німецька        | 1         | 0.03%    |
| інші/не вказали | 4         | 0.12%    |
| Усього          | 3684      | 100%     |

## Історія
1782 року землі, на яких розташоване село були виділені графу Йозефу Вітту та херсонському купцеві Івану Дофіне, які збудували тут дачі та заклали садки, які згодом отримали назву Графського саду.
1796 року дачу Дофіне зайняв грек-переселенець з острова Хіос Степан Гунаропуло. Від його імені поселення отримало назву Степанові Хутори.
1888 року Графський садок придбало херсонське земство, на території якого було збудовано приміщення колонії для психічно хворих (нині Херсонська обласна психіатрична лікарня), згодом добудовувались інші корпуси.
У 1922-1923 роках село отримало назву Степанівка та було віднесене до Чорнобаївсько-Степанівської сільської ради.
1958 року рішенням Херсонського облвиконкому Степанівка ввійшла до складу села Чорнобаївка та перестала існувати як окремий населений пункт.
21 листопада 1986 року рішенням Херсонського облвиконкому село було виділене зі складу Чорнобаївки, повернута його назва — Степанівка та створена однойменна сільська рада. Відновлене село підпорядковане Суворовському (Центральному) району Херсона.
Протягом 2013 — 2014 рр. у селі діяв аматорський футбольний клуб «Скіф», котрий виступав у другій лізі чемпіонату Херсона з футболу.
12 червня 2020 року, відповідно до Розпорядження Кабінету Міністрів України № 726-р «Про визначення адміністративних центрів та затвердження територій територіальних громад Херсонської області», увійшло до складу Херсонської міської громади.
19 липня 2020 року, в результаті адміністративно-територіальної реформи увійшло до складу новоутвореного Херсонського району.

### Російське вторгнення в Україну (з 2022)
У березні 2022 року село тимчасово окуповане російськими військами під час російсько-української війни.
Вночі 10 березня 2022 року російські військові здійснили артобстріл міської лікарні, дах будівлі зруйновано.
11 листопада 2022 року, в ході контрнаступу в Херсонській області, село звільнено з-під російської окупації Збройними силами України.
Після звільнення, село опинилося на лінії вогню та постійно перебуває під постійним вогнем російської армії.
17 грудня 2022 року російські війська з лівобережжя Херсонської області здійснили мінометний обстріл звільненого села, влучивши у штаб гуманітарної допомоги, також обстрілом було пошкоджено будівлі загальноосвітньої школи, лікарні та церкви. Вбито одну людину, двох поранено.
В перші дні після підриву Каховської ГЕС село було частково підтоплено.

## Голови Степанівської сільради
- Цеханевич Олександр Миколайович (1986—1994)
- Швець Микола Дмитрович (1994—1998)
- Онищенко Юрій Миколайович (1998—2002)
- Гончаренко Лідія Олександрівна (2002—2010)
- Ткач Тетяна Миколаївна (2010—2015)
- Кузьома Микола Миколайович (2015 — жовтень 2016)
- в.о. сільського голови Парфенова Альона Василівна (2016 — березень 2019)
- Кузьома Микола Миколайович (березень — травень 2019)

## Степанівські старости
- Ярковий Олександр Вікторович (від 1 березня 2021)